# 北古賀竹一郎
北古賀 竹一郎（きたこが たけいちろう、1858年9月9日（安政5年8月3日）- 1926年（大正15年）8月14日）は、明治時代から大正時代の海軍軍人。最終階級は海軍中将。

## 生涯
肥前国佐賀郡本庄村（現在の佐賀県佐賀市）において、佐賀藩士の北古賀兵蔵の長男として生まれる。海軍兵学校を卒業し海軍少尉となる。同期に海軍大将となった斎藤実がいる。後に海軍大学校に入学し、卒業後に日清戦争に従軍した。1899年、海軍大佐となり海軍省軍務局兵器課長に就任した。
1906年、呉工廠長となり、1908年に舞鶴工廠長、同年に海軍水雷学校校長兼横須賀水雷団長などとなった。また、駐英造船造兵監督官や艦政本部第1部長、東京造兵廠長なども務めた。1909年海軍中将となり、1911年に予備役に編入された。墓所は青山霊園。

## 家族
- 妻 ハツ（佐賀県平民の濱田祐七の長女）慶應2年5月生、
  - 長男 英雄（海軍機関大佐）明治14年10月生
  - 長男妻 登志（岡山県平民の溝口義夫の妹）明治21年6月生
  - 二男 順橘（東京美術学校を卒業し朝鮮総督府職員）明治17年10月生
  - 三男 澄徳（慶應義塾大学卒業後鐘紡社員）明治20年8月生
  - 四男 志郎（海軍中将山内万寿治男爵の養子）明治27年3月生
  - 五男 五郎 明治32年5月生
  - 長女 喜久千代 明治24年12月生
  - 次女 とも子 明治34年1月生
  - 女 智恵子（海軍造船総監・三井物産技術顧問の松尾鶴太郎の次男で、日之出商会の代表社員の松尾慎二の妻）明治36年2月生[2]
  - 弟 力餅（佐賀中学校教諭心得）明治4年12月生
  - 弟妻 フサ（佐賀県士族の岡サラの長女）明治13年2月生
  - 妹 きと（佐賀士族で文部省職員の江口忠一郎の妻）明治元年1月生
  - 妹 ぬい（佐賀士族で教諭の横田幸次郎の妻）明治6年10月生
  - 甥 信夫（弟長男。黒崎窯業社員）明治33年9月生
  - 姪（弟長女）芳千代　明治31年9月生[3]